# Vigili del Fuoco Roma
Vigili del Fuoco Roma – włoski klub piłkarski, mający swoją siedzibę w stolicy kraju - Rzymie.

## Historia
Chronologia nazw:
- 1939: Vigili del Fuoco Roma
- 1944: klub rozwiązano

Piłkarski klub Vigili del Fuoco Roma został założony w Rzymie w 1939 roku i prezentował 1.korpus strażacki. W sezonie 1940/41 zwyciężył najpierw w grupie A Prima Divisione laziale, a potem był drugim w finale grupy promocyjnej i zdobył awans do Serie C. W sezonie 1941/42 zajął 9.miejsce w grupie G, a w następnym uplasował się na piątej pozycji w grupie L. W sezonie 1943/44 zajął 6.miejsce w Campionato romano, ale potem sprzedał miejsce ligowe dla Italia Libera Roma i został rozwiązany.

## Sukcesy

### Trofea międzynarodowe
Nie uczestniczył w rozgrywkach europejskich (stan na 31-12-2016).

### Trofea krajowe
| \| \| Zdobyte trofea w rozgrywkach Włoch (stan na: 31-05-2017) \| |                                                          |      |          |
| Rozgrywki                                                         | Osiągnięcie                                              | Razy | Sezon(y) |
| · Mistrzostwo                                                     | I miejsce                                                | 0    |          |
| · Mistrzostwo                                                     | II miejsce                                               | 0    |          |
| · Mistrzostwo                                                     | III miejsce                                              | 0    |          |
| · Puchar                                                          | zdobywca                                                 | 0    |          |
| · Puchar                                                          | finalista                                                | 0    |          |
| II liga                                                           | I miejsce                                                | 0    |          |
| II liga                                                           | II miejsce                                               | 0    |          |
| II liga                                                           | III miejsce                                              | 0    |          |
| Włochy                                                            | Zdobyte trofea w rozgrywkach Włoch (stan na: 31-05-2017) |      |          |

- Serie C:
  - 5.miejsce: 1942/43 (grupa L)

## Stadion
Klub rozgrywał swoje mecze domowe na stadionie Komunalnym w Rzymie, który może pomieścić 250 widzów.